# Bethlehem (New Hampshire)
Pour les articles homonymes, voir Bethléem (homonymie).
Bethlehem est une municipalité américaine située dans le comté de Grafton au New Hampshire. Selon le recensement de 2010, sa population est de 2 526 habitants, dont 972 à Bethlehem CDP.

## Géographie
La municipalité s'étend sur 90,95 milles carrés (235,56 km2), dont 0,35 milles carrés (0,91 km2) d'étendues d'eau.

## Histoire
La localité est fondée en 1774 sous le nom de Lloyd's Hills, en l'honneur de James Lloyd. Ce dernier restant loyaliste durant la guerre d'indépendance, Lloyd's Hills est renommée Bethlehem lorsqu'elle devient une municipalité en 1799, deux jours après Noël.